# Walter Liska
Walter Liska, född 11 december 1899 i Berlin, död 15 februari 1949 i Lublin, var en tysk SS-Sturmbannführer och dömd krigsförbrytare. Under andra världskriget var han chef för Gestapo i distriktet Lublin i Generalguvernementet, det polska territorium som lades under tysk ockupation 1939.

## Biografi
Liska, som först gick en utbildning till köpman, sadlade om och blev 1927 kriminalkommissarie. I början av 1930-talet var han verksam inom kriminalpolisen i Köslin och Lauenburg i Pommern.
Den 30 januari 1933 utnämndes Adolf Hitler till Tysklands rikskansler och två månader senare inträdde Liska i Nationalsocialistiska tyska arbetarepartiet (NSDAP). Under mitten av 1930-talet tjänstgjorde Liska vid Gestapo i Köslin och Stettin och 1935 övertog han ledarskapet för underrättelseavdelningen inom Geheime Staatspolizeiamt (Gestapa).

### Andra världskriget
Generalguvernementet
Den 1 september 1939 anföll Tyskland sin östra granne Polen och andra världskriget bröt ut. Den 26 oktober 1939 inrättades Generalguvernementet, det polska territorium som lades under tysk ockupation. Detta indelades i fyra distrikt: Krakau, Lublin, Radom och Warschau. Efter Tysklands anfall mot den forna bundsförvanten Sovjetunionen, Operation Barbarossa, tillkom i Generalguvernementet i augusti 1941 ett femte distrikt — Galizien.
Liska kommenderades initialt till kommendören för Sicherheitspolizei (Sipo) och Sicherheitsdienst (SD) i Krakau (KdS Krakau). I december 1941 utnämndes han till chef för Gestapo i distriktet Lublin.
År 1944 blev Liska chef för Gestapo i Osnabrück, som ingick i Bremens ämbetsområde. I andra världskrigets slutskede greps han av allierade trupper och hamnade i krigsfångenskap. Han utlämnades 1946 till Polen, där han i Lublin den 20 augusti 1948 dömdes till döden. Han avrättades genom hängning den 15 februari 1949.